# St. Johannes (Frankenbach)

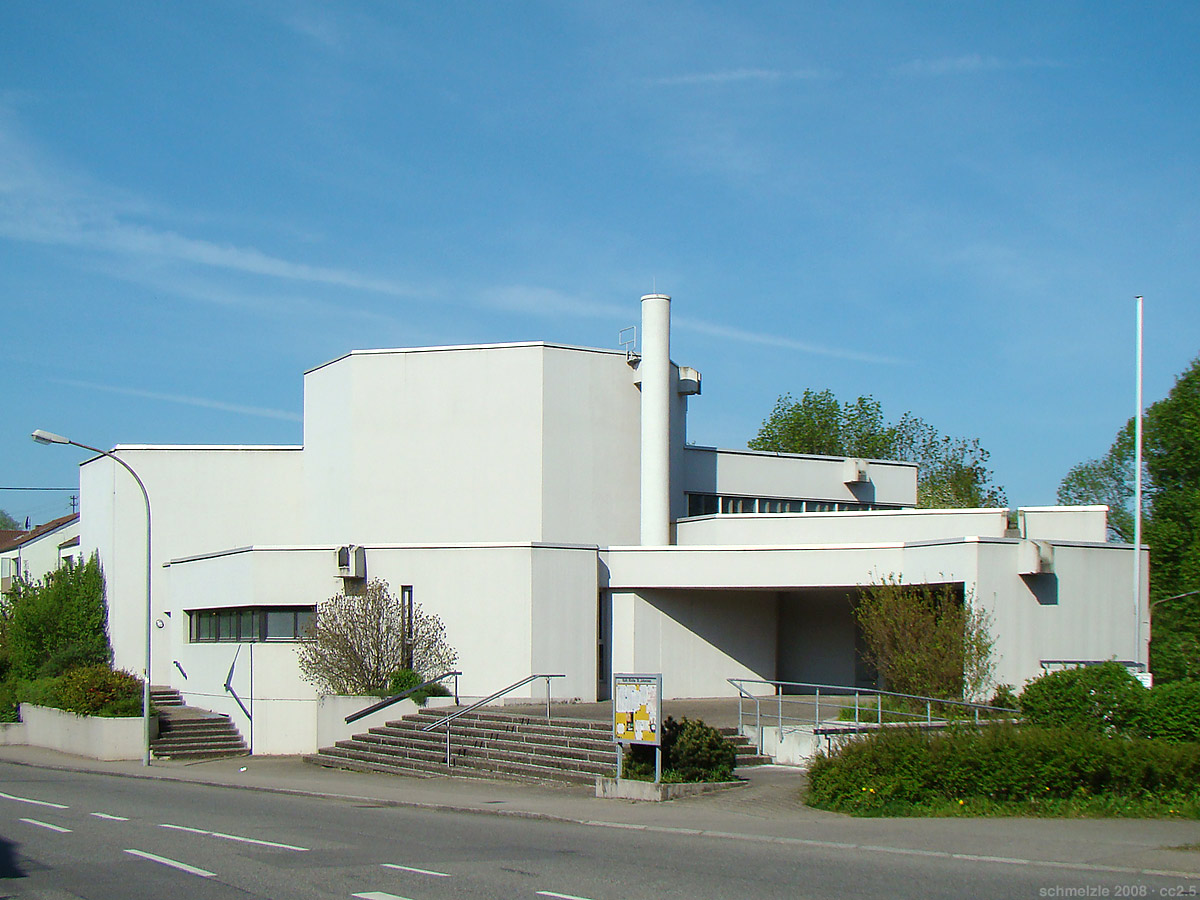
Die Frankenbacher Johanneskirche

Die St.-Johannes-Kirche ist eine katholische Kirche im Heilbronner Stadtteil Frankenbach, die als Filialkirche der Böckinger Kirche St. Kilian ab 1972 errichtet und am 22. Dezember 1974 geweiht worden ist.

## Geschichte
Als reichsstädtisches Dorf war Frankenbach wie die Reichsstadt Heilbronn seit der Reformation protestantisch geprägt. Eine große Zahl von Katholiken siedelte sich erst mit den Heimatvertriebenen nach dem Zweiten Weltkrieg an. 1970 hatten die Gemeindemitglieder bereits jahrelang für einen Kirchenbau Geld gesammelt und man beauftragte den Stuttgarter Architekten Jörg Herkommer mit dem Entwurf für eine Kirche. 1972 war Baubeginn. Beim Richtfest am 6. Juni 1973 wurde der Namenspatron Johannes bekannt gemacht. Am 22. Dezember 1974 weihte Bischof Anton Herre die Kirche.
Die Kirche gehört zur katholischen Kirchengemeinde Heilig Kreuz, einer der acht Gemeinden der katholischen Kirche Heilbronns. Zu der Kirchengemeinde zählt der nördliche Teil Böckingens mit der am 8. Dezember 1991 eingeweihten Heilig-Kreuz-Kirche im Böckinger Kreuzgrund und Frankenbach mit der 1974 eingeweihten St.-Johannes-Kirche.

## Beschreibung
Es handelt sich um einen Sakralbau, ausgeführt in Beton mit Oktogon und Terrasse. Neben dem eigentlichen Kirchenraum umfasst der Baukomplex auch einen Gemeindesaal, eine Bühne, Küchenräume und Jugendräume.